# 帕里吉
帕里吉（Parigi）是印度尼西亚中苏拉威西省的一个城镇，是帕里吉莫乌通县的县治所在，位于苏拉威西岛米纳哈萨半岛南部，东邻托米尼湾内的帕里吉湾（Teluk Parigi）。2010年统计，帕里吉所在的帕里吉区（Kecamatan Parigi）共有28,296人。

## 资料来源
1. ↑  Biro Pusat Statistik, Jakarta, 2011.